# Kalettomanvaara
Kalettomanvaara är en kulle i Finland.   Den ligger i den ekonomiska regionen  Koillismaa ekonomiska region  och landskapet Norra Österbotten, i den nordöstra delen av landet, 700 km norr om huvudstaden Helsingfors. Toppen på Kalettomanvaara är 300 meter över havet. Kalettomanvaara ingår i Haapovaarat.
Terrängen runt Kalettomanvaara är platt.Runt Kalettomanvaara är det mycket glesbefolkat, med 2 invånare per kvadratkilometer.